# Ропс, Фелисьен
Фелисье́н Ропс (фр. Félicien Rops; 7 июля 1833, Намюр — 23 августа 1898, Корбей-Эсон) — бельгийский художник-символист: живописец и график, мастер офорта и акватинты, художник-иллюстратор и рисовальщик-карикатурист. Большую часть жизни проработал во Франции. Он создавал фронтисписы и иллюстрации к изданиям произведений Жюля Барбе д’Оревильи, Шарля Бодлера, Шарля де Костера, Теофиля Готье, Жориса-Карла Гюисманса, Стефана Малларме, Жозефина Пеладана, Поля Верлена, Вольтера и многих других. Ныне он более известен гравюрами и рисунками, иллюстрирующими эротическую и оккультную литературу того времени.

## Биография
Фелисьен Ропс родился в Намюре, Бельгия, в семье текстильного фабриканта. Он был единственным ребёнком Николаса Ропса и Софи Мобиль. Семья была буржуазной, имела состояние от текстильной промышленности. Фелисьен до десяти лет получал домашнее образование под руководством частных репетиторов; с 1843 году пять лет учился в школе иезуитов. Там же начал увлекаться рисованием, в частности, «необузданными карикатурами» на преподавателей.
После смерти отца в 1849 году Ропс поступает в среднюю школу «Athénée» в Намюре, одновременно посещая там Академию изящных искусств.
В 1851 году Ропс переехал в Брюссель и начал изучать право в Брюссельском университете. Однако к 1853 году оставил его и стал посещать Академию Святого Луки, практикуясь в рисовании. Там он знакомится с такими художниками, как Луи Артан, Константин Менье и Шарль де Гру, и погружается в местную богемную среду. В это время он начинает публиковать карикатуры и сатирические литографии в студенческих журналах, в частности в «Крокодиле» (Le Crocodile), что приносит ему некоторую известность. В 1856 году Ропс вместе с  Шарлем де Костером и Виктором Алло переходит от студенческих журналов к основанию собственного еженедельного сатирического журнала «Уленшпигель» (Uylenspiegel). Он публикует по одной-две литографии в каждом выпуске (всего более 180), что укрепляет его репутацию.
В июне 1857 года Ропс женился на Шарлотте Поле де Фаво, дочери богатого магистрата и владельца замка Тозе в сельской местности недалеко от города Метте в Бельгии. В течение первых нескольких лет Ропс наслаждался комфортной жизнью помещика, занимаясь живописью, ботаникой и даже основав в 1862 году гребной клуб. В 1858 году у него родился сын Поль и в 1859 году дочь Джульетта, которая умерла в возрасте пяти лет.
Ропс отказывается от руководящей должности в «Уленшпигеле», но некоторое время продолжает создавать для него карикатуры и иллюстрации. Он начинает изучать офорт и создаёт политические литографии, иногда карикатуры для журналов, а также фронтисписы и иллюстрации для книг. Он проиллюстрировал ряд книг Шарля де Костера, включая «Фламандские легенды», «Брабантские сказки» и «Легенду об Уленшпигеле».

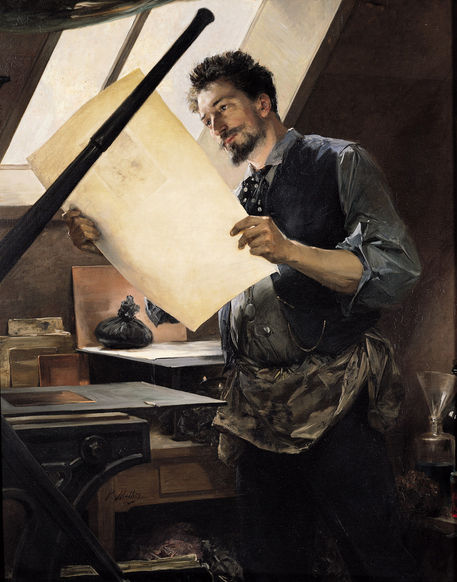
П. Матей. Фелисьен Ропс в своей мастерской. Ок. 1888. Холст, масло. Музей Орсе, Париж

К 1860-м годам Ропс много путешествовал и каждый год делил своё время между замком Тозе, Намюром, Брюсселем и Парижем. С каждым годом он всё больше времени проводил в Париже, в центре художественного и литературного мира того времени, и всё меньше — в замке Тозе и Намюре, со своей женой и семьёй.
В 1862 году Ропс осваивал офорт в Париже под руководством Феликса Бракмона и Жюля Фердинанда Жакмара в Париже. Позднее вместе с другом Арманом Рассенфоссом они разработали новый метод мягкого грунтового лака, который они назвали соединением своих имён: «Ropsenfosse». Деятельность Ропса как литографа заканчивается к 1865 году. Излюбленной техникой становится офорт. Он продолжает писать маслом, создаёт 34 фронтисписа для книг, опубликованных между 1864 и 1870 годами, основывает недолго просуществовавшее «Международное общество офортистов» (1869-1871).
Его дом становится местом встреч друзей-художников, писателей, издателей. В 1868 году в Брюсселе основано «Свободное общество изящных искусств» (Société Libre des Beaux-Arts), и Ропс в течение нескольких лет выступает его вице-президентом.

## Особенности творчества
Ропс делал изящные виньетки, заставки и сюжетные иллюстрации к таким изданиям, как «История кафе и кабаре Парижа», «Парижские гетеры», а также к книгам Альфреда Мюссе, Пьера-Жана Беранже и Шарля Бодлера. При этом он без устали рисовал — на улицах, в кафе, на публичных балах и за кулисами цирка (литография «Женщина у трапеции»):

 У меня упорное желание изобразить как сцены, так и типы этого XIX столетия. Стремление к грубым наслаждениям, материальные заботы, мелочные интересы — всё это наложило на большинство лиц современников зловещую маску... Мне это представляется забавным
Шарль Бодлер, с которым живописец познакомился в 1864 году, произвёл на Ропса огромное впечатление. Ропс впервые встретился с издателем Бодлера Огюстом Пуле-Малассисом в 1862 году, а Бодлеру был представлен уже ближе к концу его жизни. Между ними завязалась дружба. Бодлер много раз навещал семью Ропс в Тозе, и, по крайней мере один раз, они даже путешествовали вместе. Ропс создал фронтисписы для бодлеровских «Обломков» (Les Épaves) и подборки стихотворений из сборника «Цветы зла», которые подверглись цензуре во Франции и поэтому были опубликованы в Бельгии. В письме от 25 августа 1886 года, обсуждая творчество Бодлера, Ропс писал: «Я жил с Бодлером два года и часто служил ему секретарём, но ни разу не видел, чтобы он заглядывал в словарь. У него его не было, и он не хотел … говоря: „Человек, который ищет слово в словаре, подобен призывнику, который, получив приказ стрелять, ищет патрон в своей сумке“».
Иллюстрации Ропса на стихи Бодлера способствовали известности художника и вызвали восхищение других художников и писателей, включая Теофиля Готье, Жозефа Пеладана, Стефана Малларме, Пьера Сесиля, Жюля Барбе д’Оревийи, Гюстава Моро и Эдмона и Жюля де Гонкура.
Ропс всерьёз интересовался образом современной парижской женщины. Художник порой рисовал крестьянок в поле или даже молодую работницу на фоне фабрики и столба, оклеенного призывами к стачке, но эти мотивы в духе Милле или Менье — эпизод в его творчестве. Главная тема его совсем иная, его героини не трудятся, а демонстрируют свое чувственное очарование. Свои модели Ропс брал из окружающей жизни бульваров, кабаре, цирка, иногда светских гостиных. Изображённые им женщины полны энергии, победной уверенности в себе, но подчас соединяют непосредственность и природную грацию с откровенной вульгарностью. При этом художник не просто запечатлевает характерные современные типы, но стремится создать символические образы — олицетворение внеморального, чисто телесного бытия, бездуховной чувственной красоты, соблазна и зла. Очерченные упругой, точной линией или вылепленные градациями света и тени, персоны Ропса соединяют в себе ощущение живой плоти с инфернальностью и демонизмом, в их трактовке авторское любование неотделимо от иронии и сарказма.
Однако скандальная известность Ропса связана в первую очередь с его эротическими рисунками и офортами, которые даже в Париже того времени считались «неприличными». Именно в этом отношении его сравнивали с Бодлером, Мопассаном и Гюисмансом. Н. Н. Евреинов писал о Ропсе в связи с его литографией «Сатана, сеющий плевелы»: «В деревянных башмаках, чтобы избежать уколы презренных колоколен, в шляпе квакера, чтоб защитить свой взор от милосердия неба, длинноногий Дьявол, гордо шествуя по кровлям города, сеет ночью плевелы. Уж сколько раз он в этот мрачный час, когда луна испуганно скрывается за облаком и люди спят, стеная в зловонных чарах Города, уж сколько раз разбрасывал он пригоршнями своих спелых для посева женщин!».
Когда Ропса упрекали в безнравственном отношении к женщине, художник говорил: «Я только называю кошку кошкой… Женщина — это удивительная смесь из нервов, шёлка и рисовой пудры» На обвинения в порнографии, художник отвечал: «Стоит только ударить по камню, и, как бы грязен он ни был, лёжа в колее жизни, брызнет священный огонь».
Критик Феликс Фенеон напишет о нём: «Ропс намазывается румянами, красит волосы и носит кроваво-красную рубашку, выглядит, или на это он надеется, как саркастический Сатана». Ропс «обожал цветы не меньше женщин. Он любил крепкие духи. Работал преимущественно ночью… и даже когда работал днём, с натуры, любил задыхаться в опопанаксе и цикламене, доводивших его до лихорадки».
И.Э. Грабарь писал в 1899 году: «Фелисьен Ропс — приятель Бодлера и современник своей эпохи, в течение всей своей жизни был певцом сатанизма женщины, сатанизма её чар и тела».
В письме к Эдуарду Мане (11 мая 1865 г.) Бодлер писал: «Ропс — единственный настоящий художник (в том смысле, в котором я, и, возможно, только я один, понимаю слово „художник“), которого я нашёл в Бельгии». К 1866 году Бодлер и Пуле-Малассис, скрываясь от кредиторов, оба находились в Бельгии, в добровольном изгнании. Бодлер утверждал, что Ропс и Пуле-Малассис были единственными людьми, которые «облегчили [его] печаль в Бельгии».
Со временем Ропсу, вероятно, наскучили «весёлые картинки» и его искусство обрело философский, мистический и даже обличительный характер. Ропс принадлежал к поколению импрессионистов. Он был дружен с Эдуардом Мане и Эдгаром Дега. Пейзажи, написанные Ропсом, отличались широтой, обобщённостью изображения природы, свежестью колорита. Художник был тесно связан с символистским движением, «начавшимся во Франции с поэзии Бодлера, а в Германии представленным таким необычным художником, как Макс Клингер, графика которого во многом созвучна позднему Ропсу». В то же время Жорис Гюисманс заметил, что Ропс «всегда оставался фламандцем и завершил творчество Мемлинга в обратном виде. В его рисунках больше любования телом, чем обличения порока, больше Рубенса, чем Рембрандта».

## Последние годы
Фелисьен Ропс был масоном, состоял в ложе Великий восток Бельгии. В 1889 году он был награжден орденом Почётного легиона. Ропс был очень продуктивным художником. Помимо множества картин его графическое наследие составляет более двух тысяч листов.
В конце апреля 1892 года, когда он был занят работой над гравюрой, то нечаянно попал себе в глаз бихлоратом поташа. Он, несомненно, потерял бы зрение без вмешательства офтальмолога Жоржа Камюзе, знакомого Ропса, для которого художник в 1884 году выполнил офорт, предназначенный для издания написанных им сонетов. Несмотря на этот несчастный случай, который, вероятно, вывел его из строя, Ропс оставался активным, но к 1892 году зрение художника сильно ухудшилось. Он умер в 1898 году в возрасте шестидесяти пяти лет.
Похороны Ропса прошли скромно в церкви Сент-Этьен в Эсоне, и он был похоронен на кладбище того же города. Однако в 1906 году останки его сына Павла эксгумировали. Затем Фелисьен Ропс был похоронен последовательно в Намюре, на так называемом «Белградском» кладбище, и в Метте, где он сейчас покоится в фамильном склепе Полет де Фаво. Его жена Шарлотта была захоронна рядом 22 марта 1929 года.

## Память
В 1896 году в Париже в отеле Drouot была организована ретроспективная выставка произведений Фелисьена Ропса.
Журнал «La Plume» посвятил ему специальный выпуск.
Имя Ропса носит улица в Корбей-Эссонне. Художник изображён на бельгийской почтовой марке 1973 года.

## Галерея

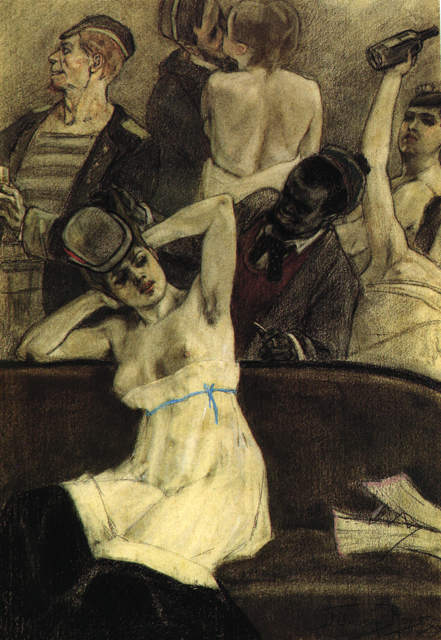
Морское логово. 1875. Бумага, акварель, пастель, гуашь. Музей Фелисьена Ропса, Намюр
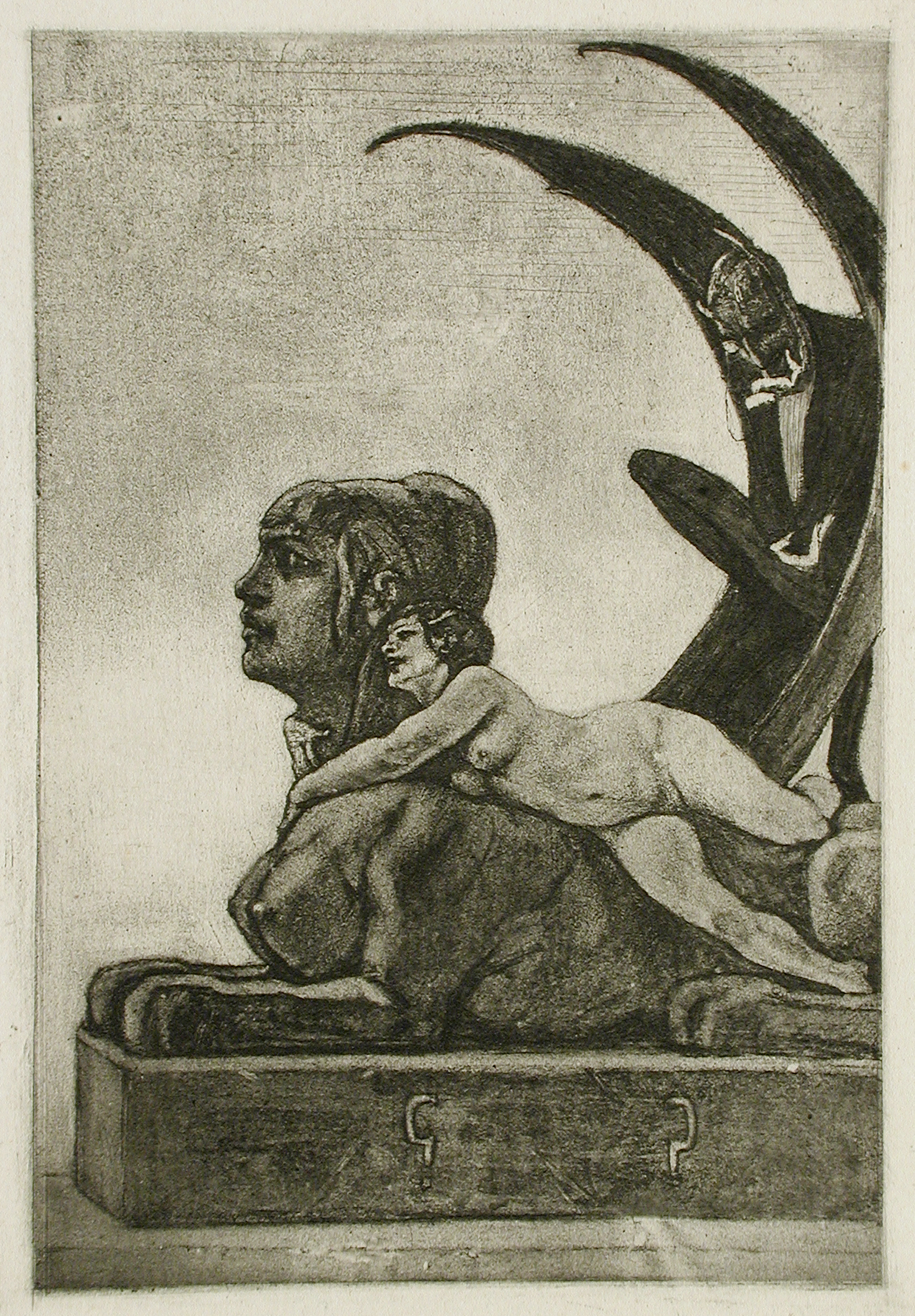
Сфинкс. Офорт, мягкий лак
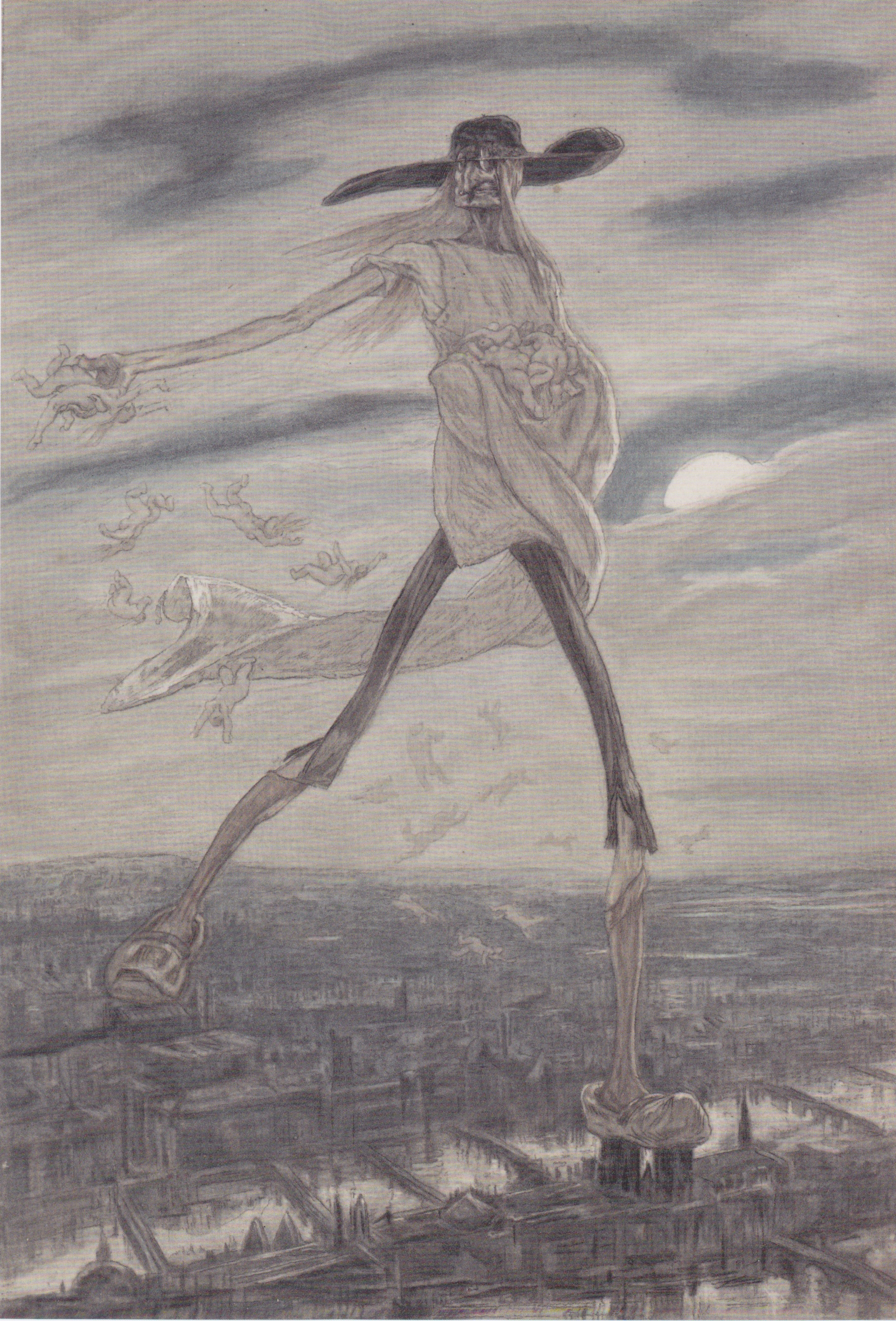
Сатана сеющий плевелы. 1882. Хромолитография
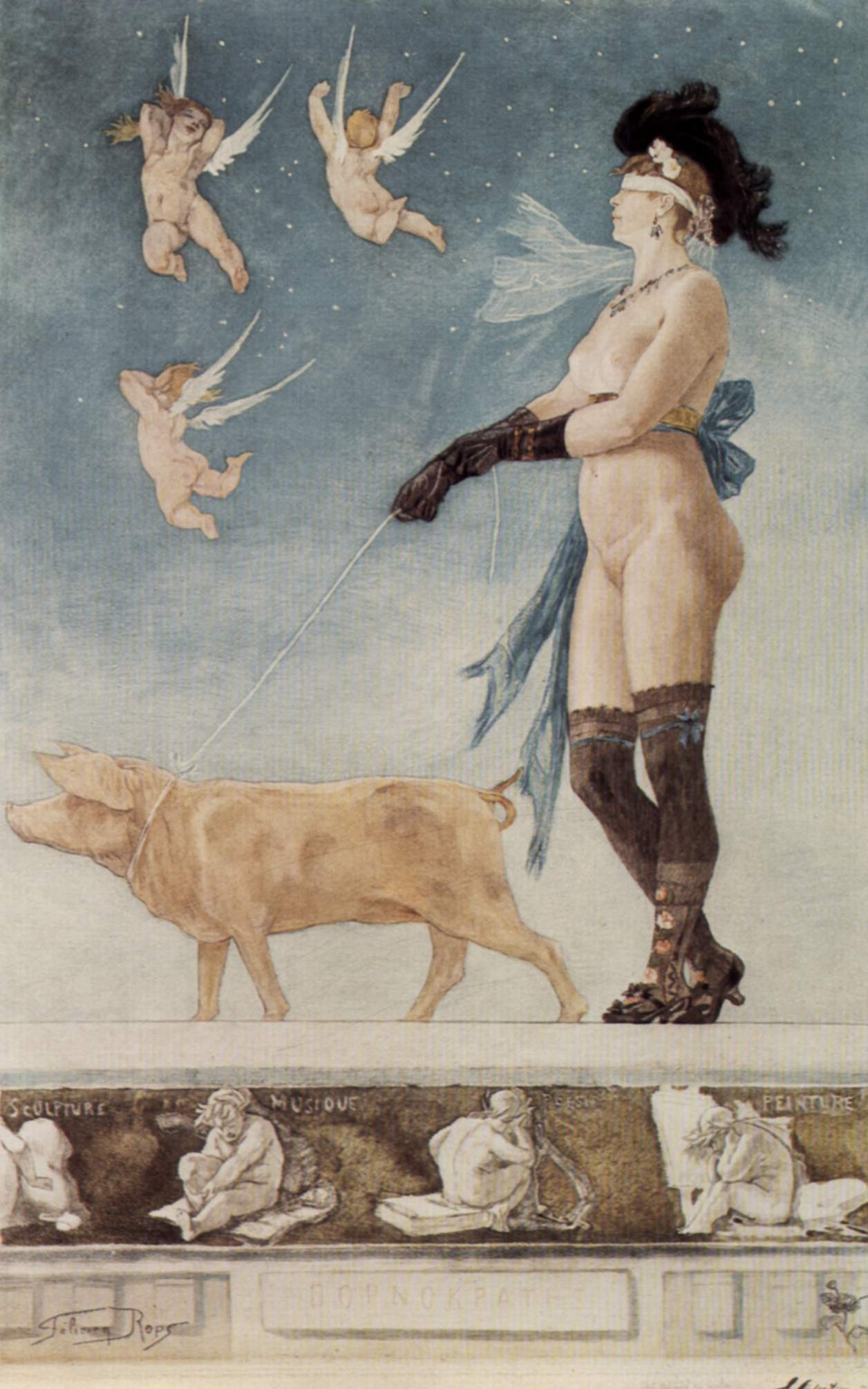
Порнократия. 1878. Бумага, офорт, раскраска акварелью. Частное собрание
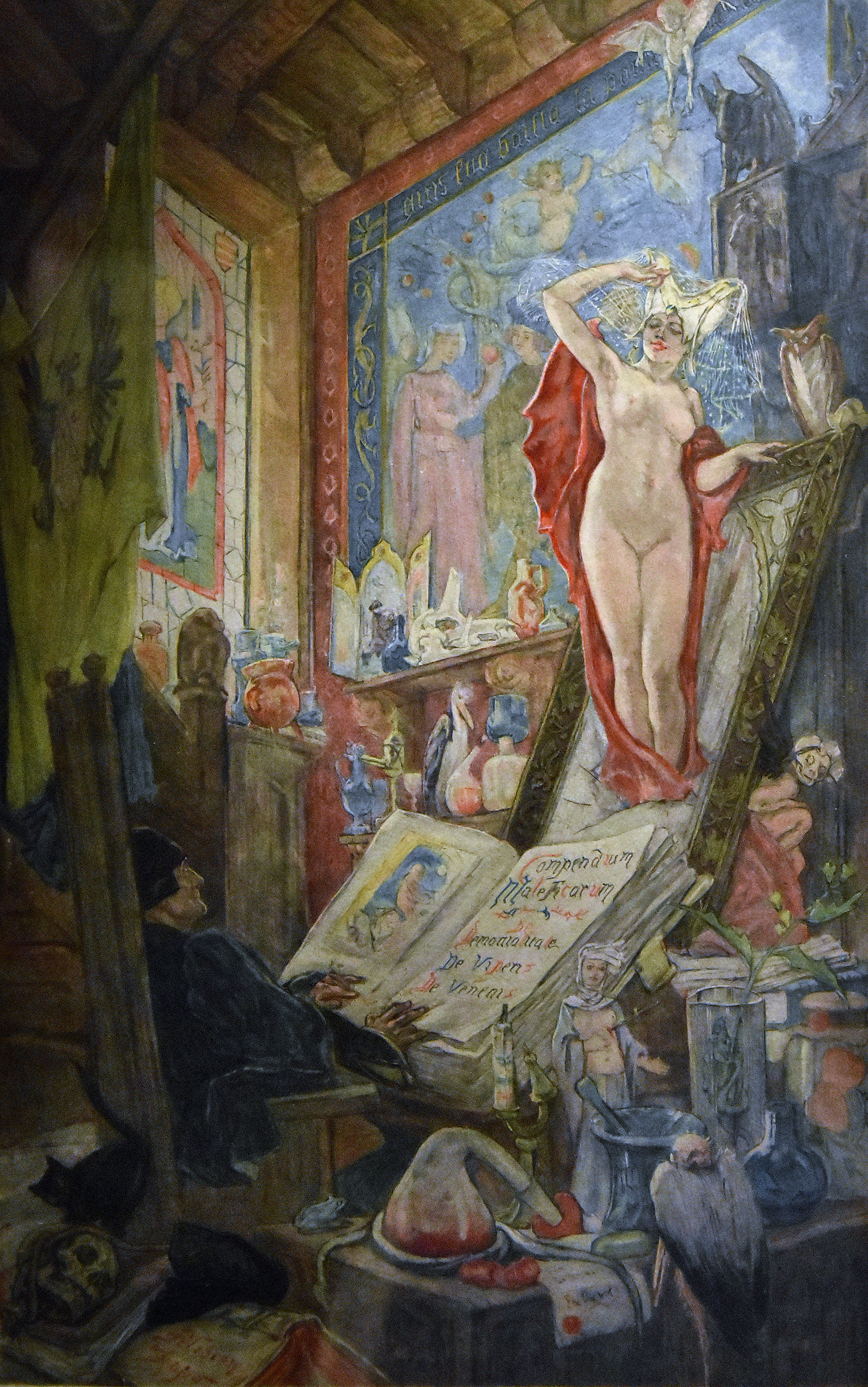
Чары. Бумага, акварель, гуашь
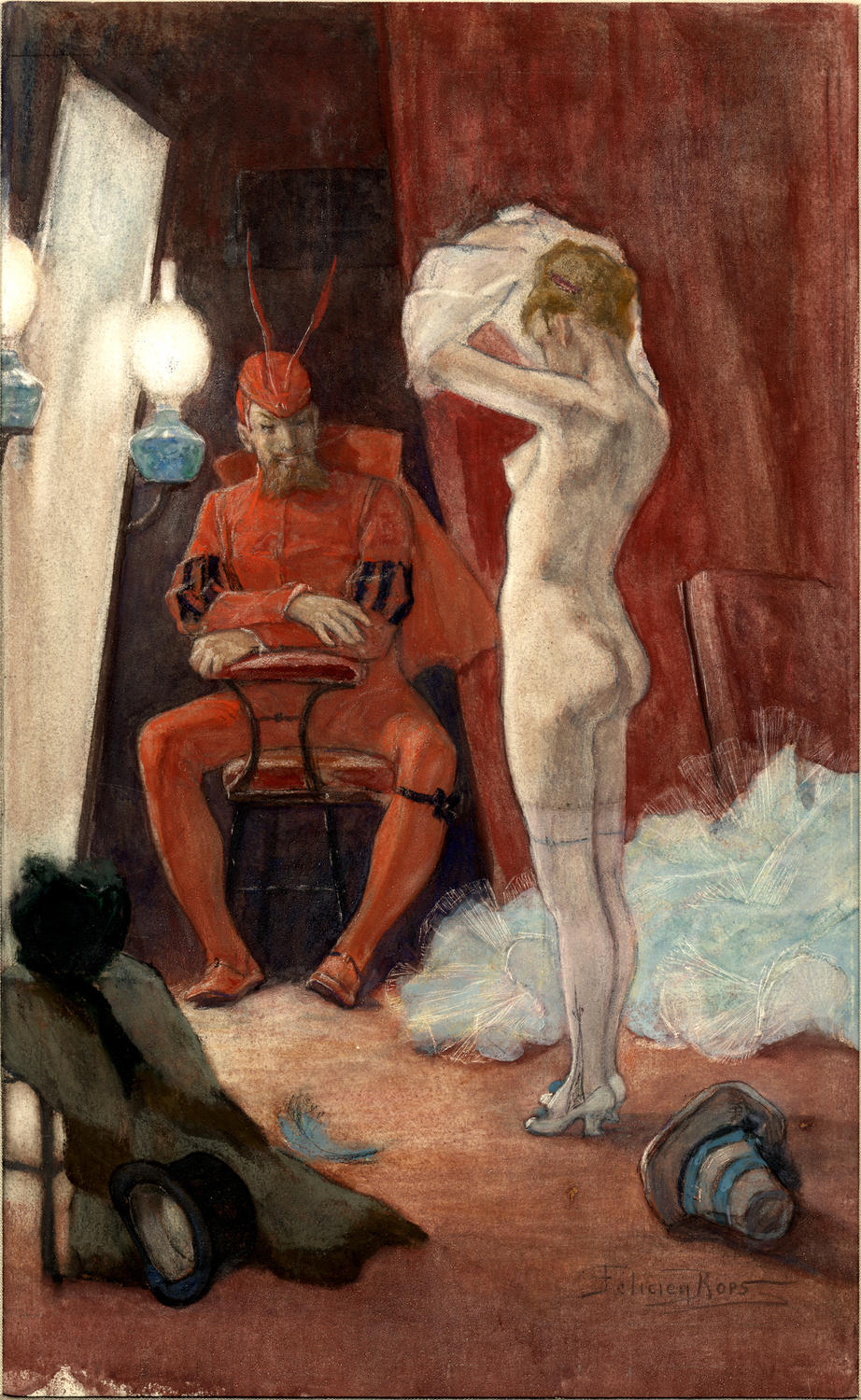
За кулисами. Ок. 1880. Бумага, цветной карандаш, акварель, пастель. Музей Фелисьена Ропса, Намюр
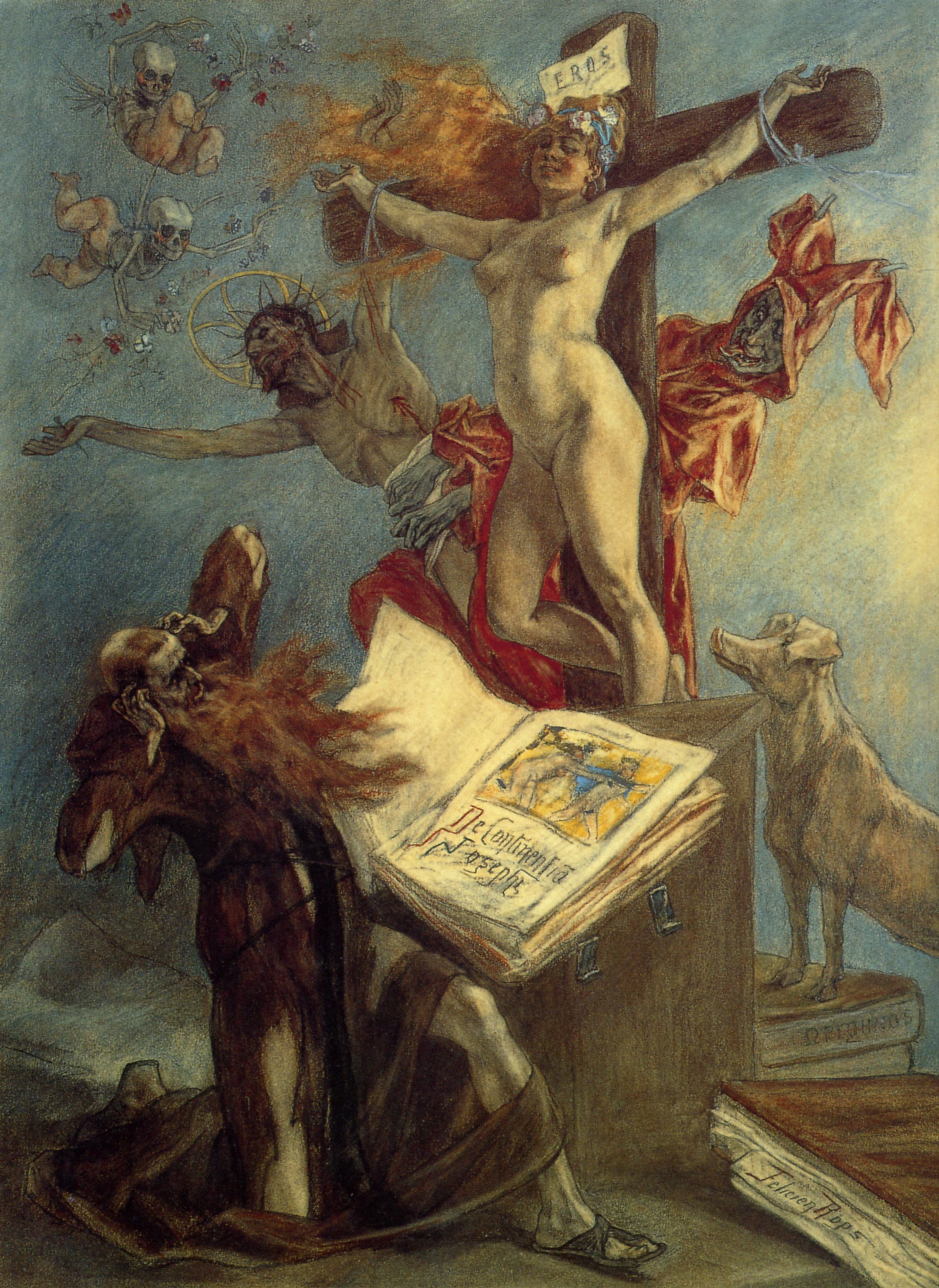
Искушение святого Антония. 1878. Картон, гуашь, пастель. Королевская библиотека Бельгии, Брюссель
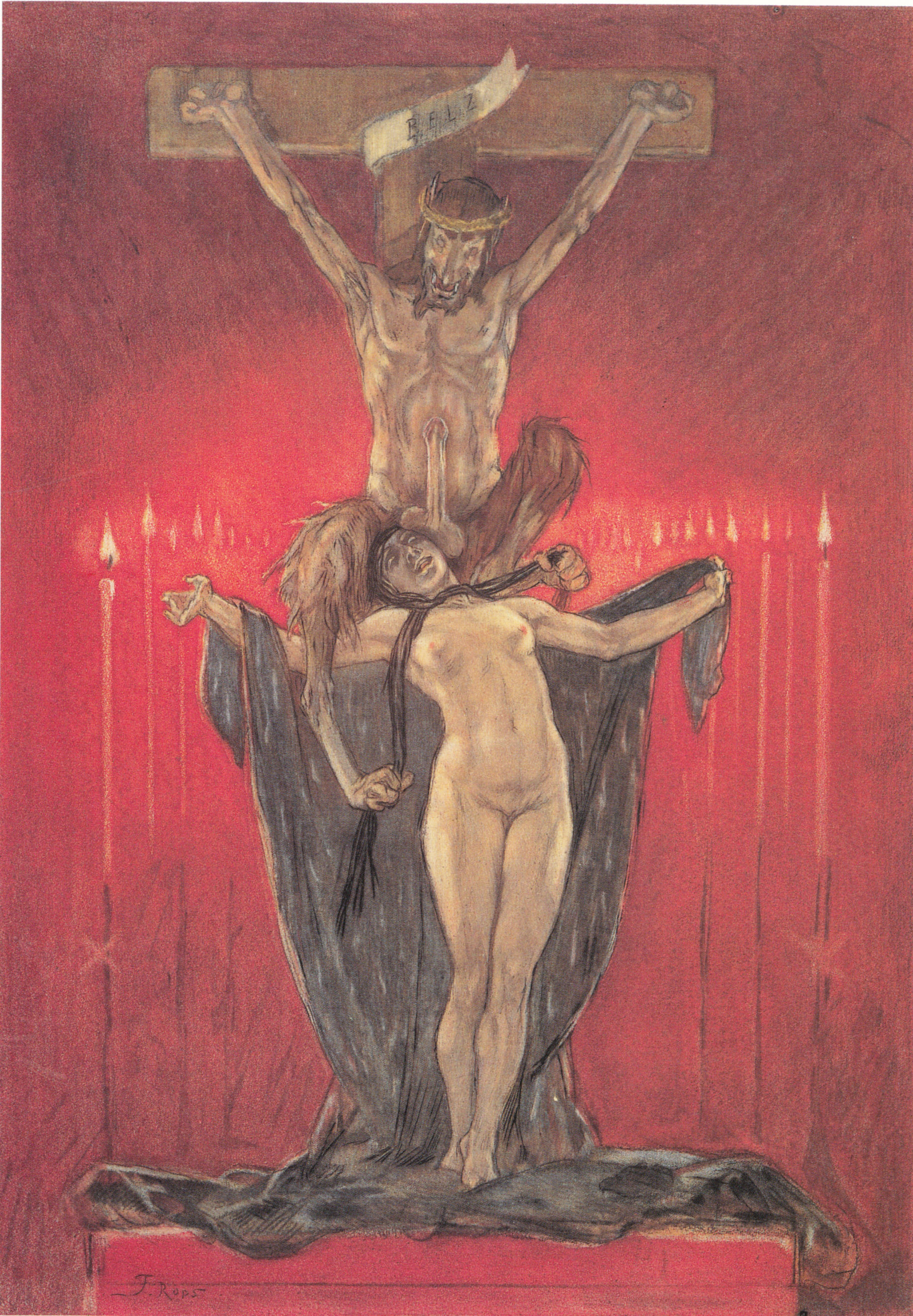
Сатанисты. Распятие. 1882. Цветная акватинта
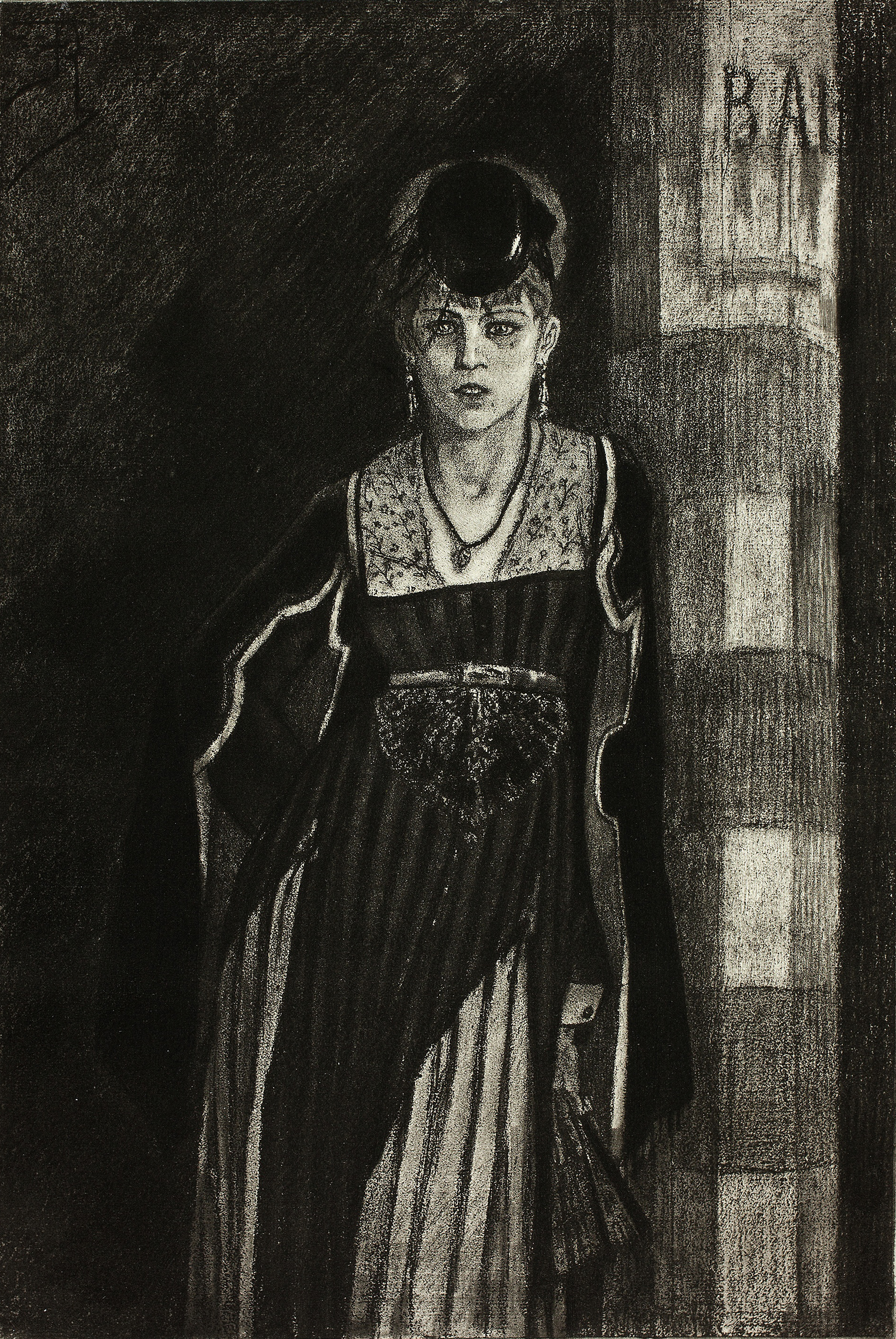
Любительница абсента. Гелиогравюра
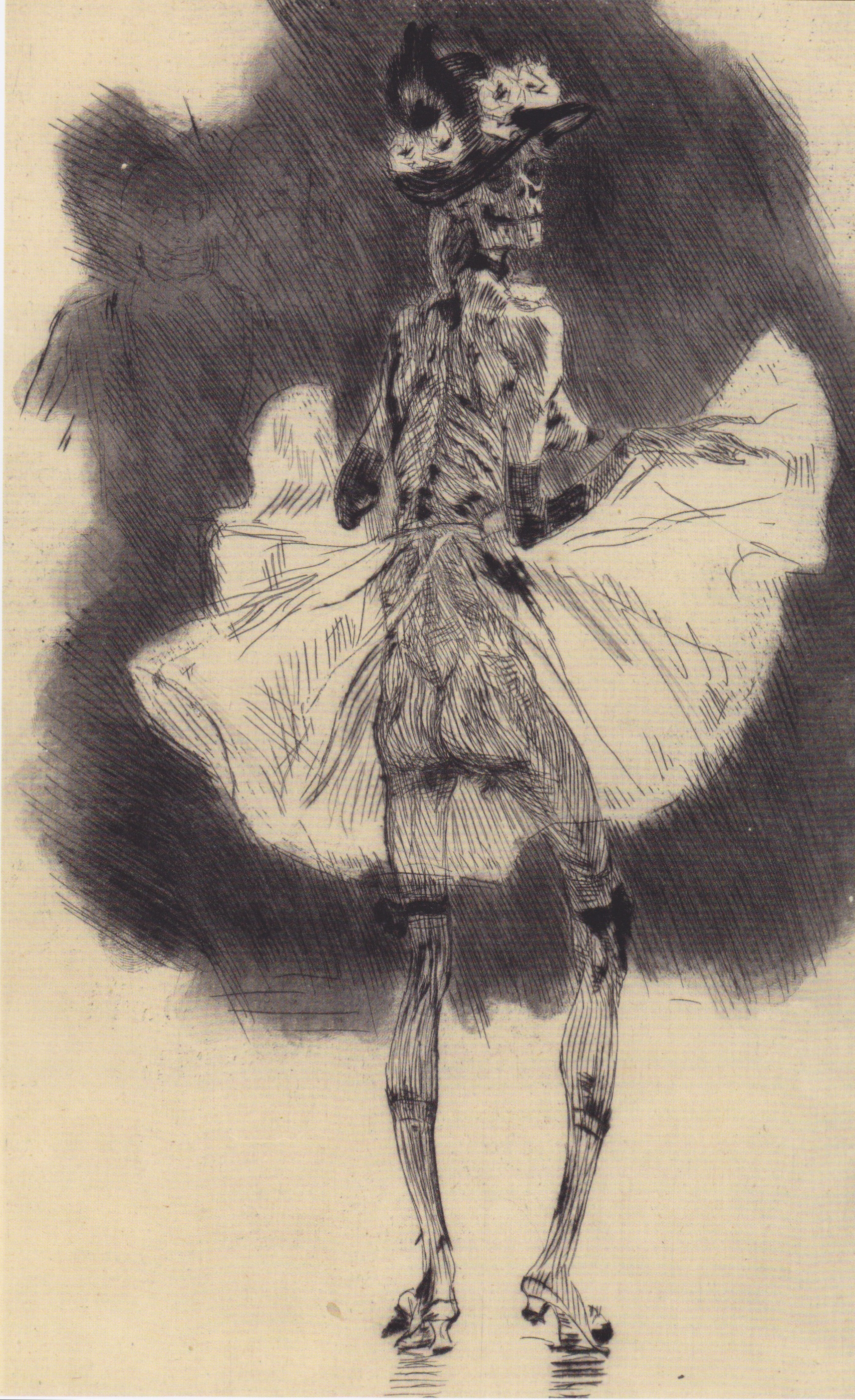
Танец смерти. Офорт
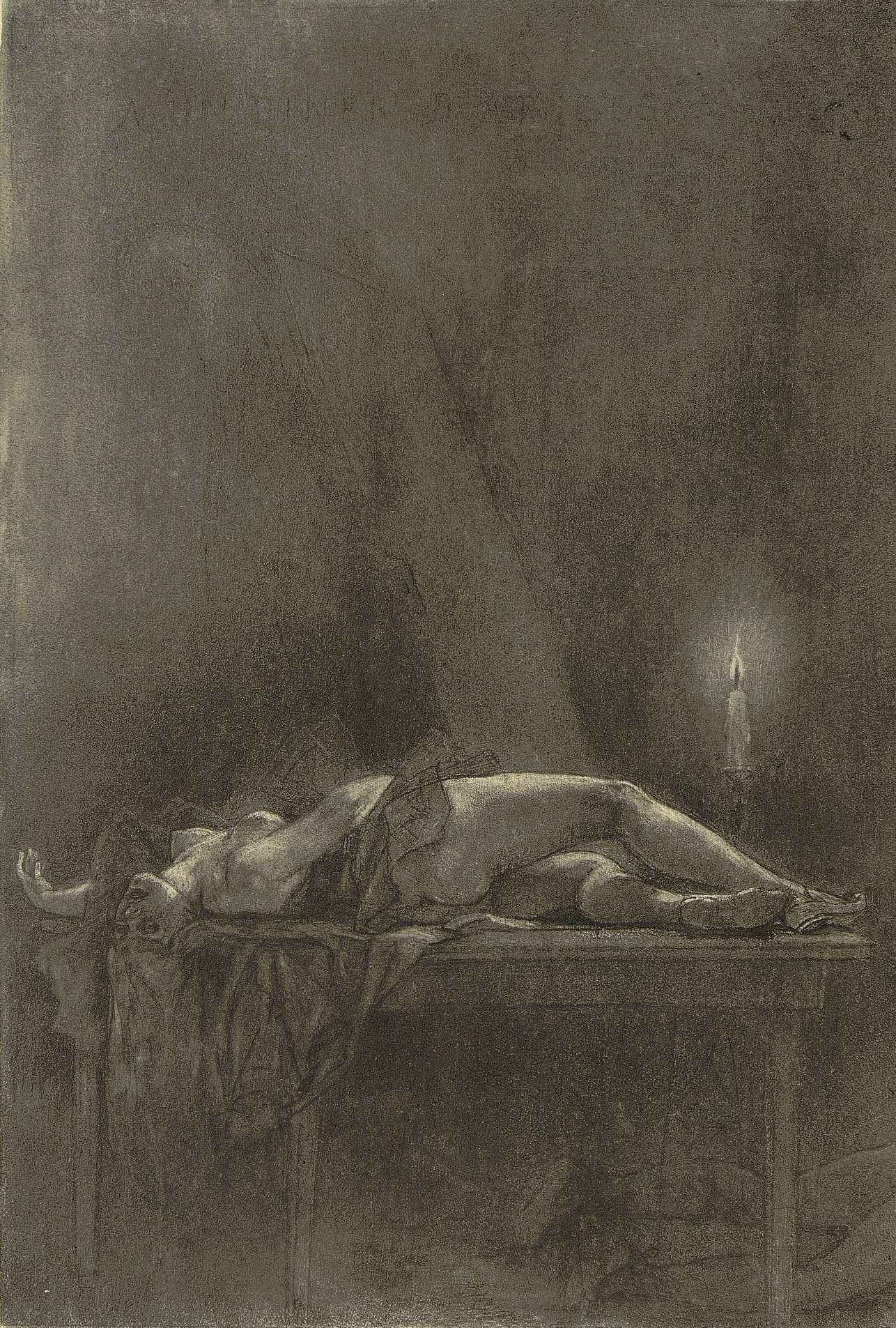
На обеде атеистов. После 1874. Гелиогравюра, акватинта, мягкий лак
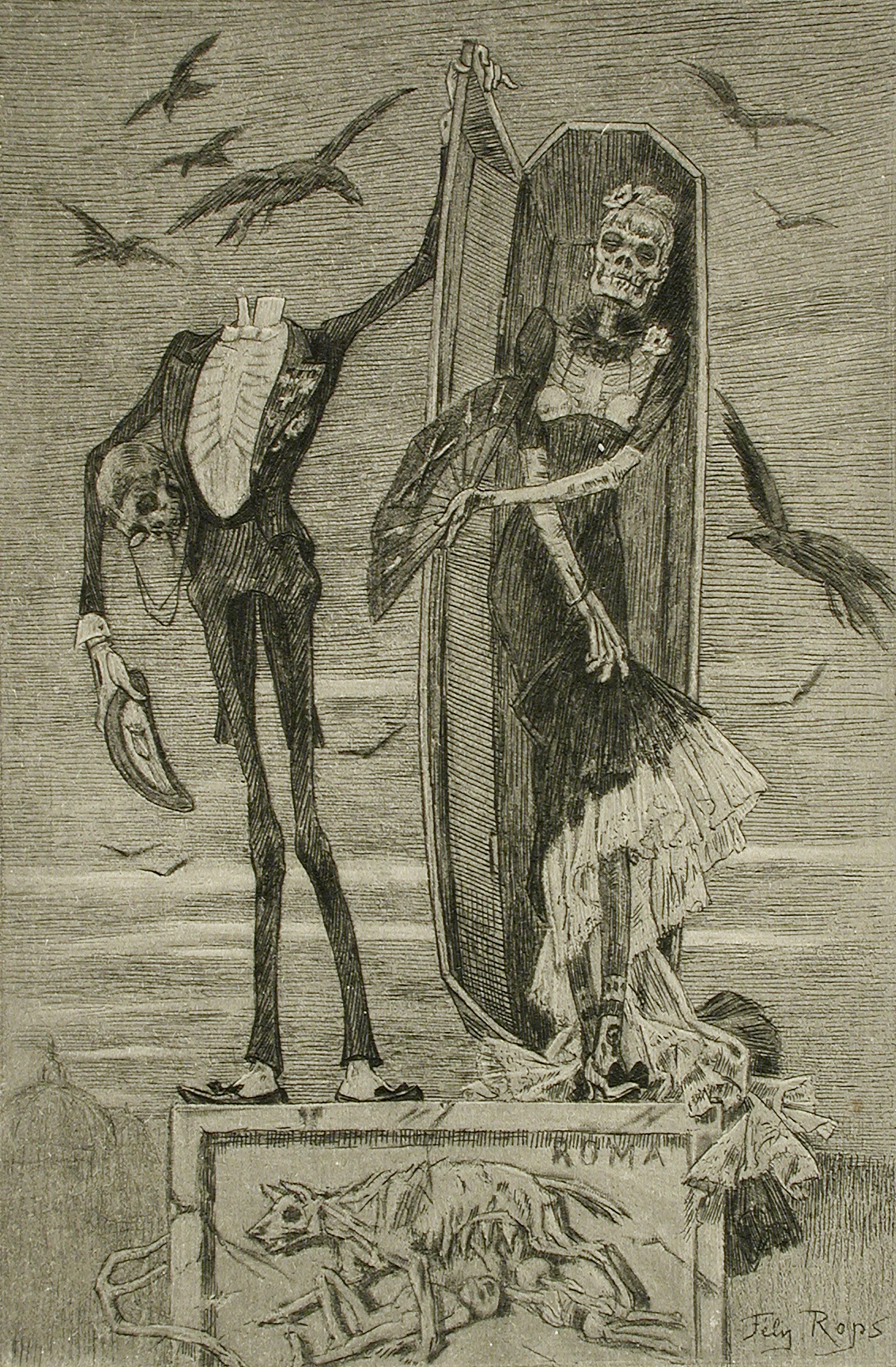
Фронтиспис издания Ж. Пеладана «Высший порок». 1884. Офорт, акватинта
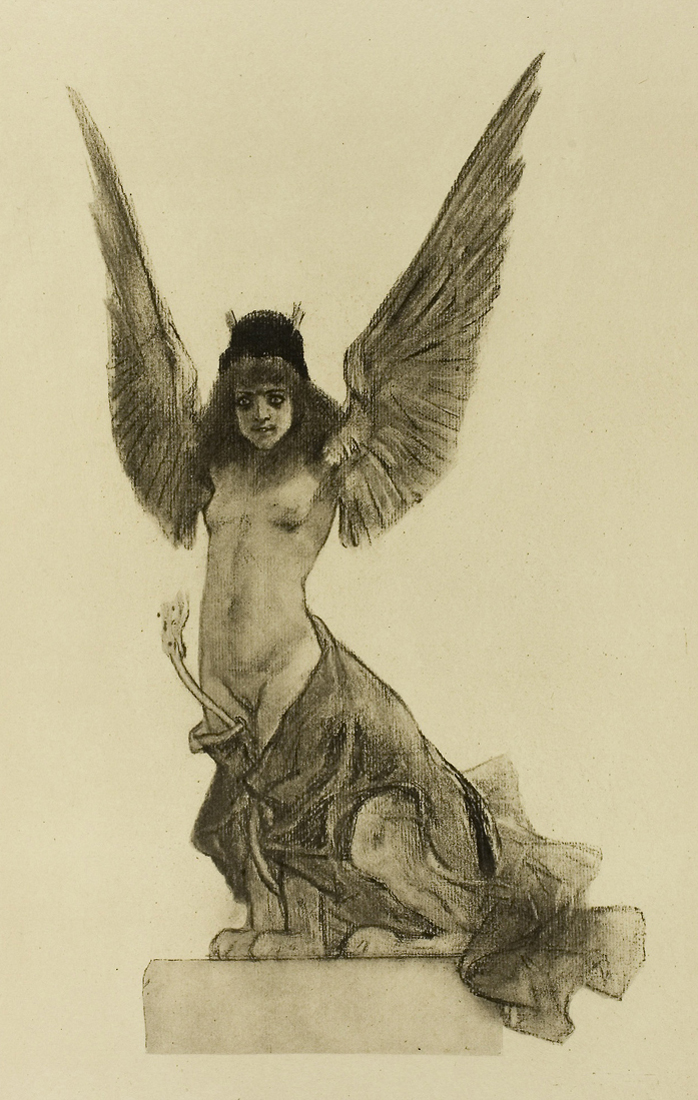
Фронтиспис издания П. Верлена, Параллелизм. Ок. 1896. Гелиогравюра
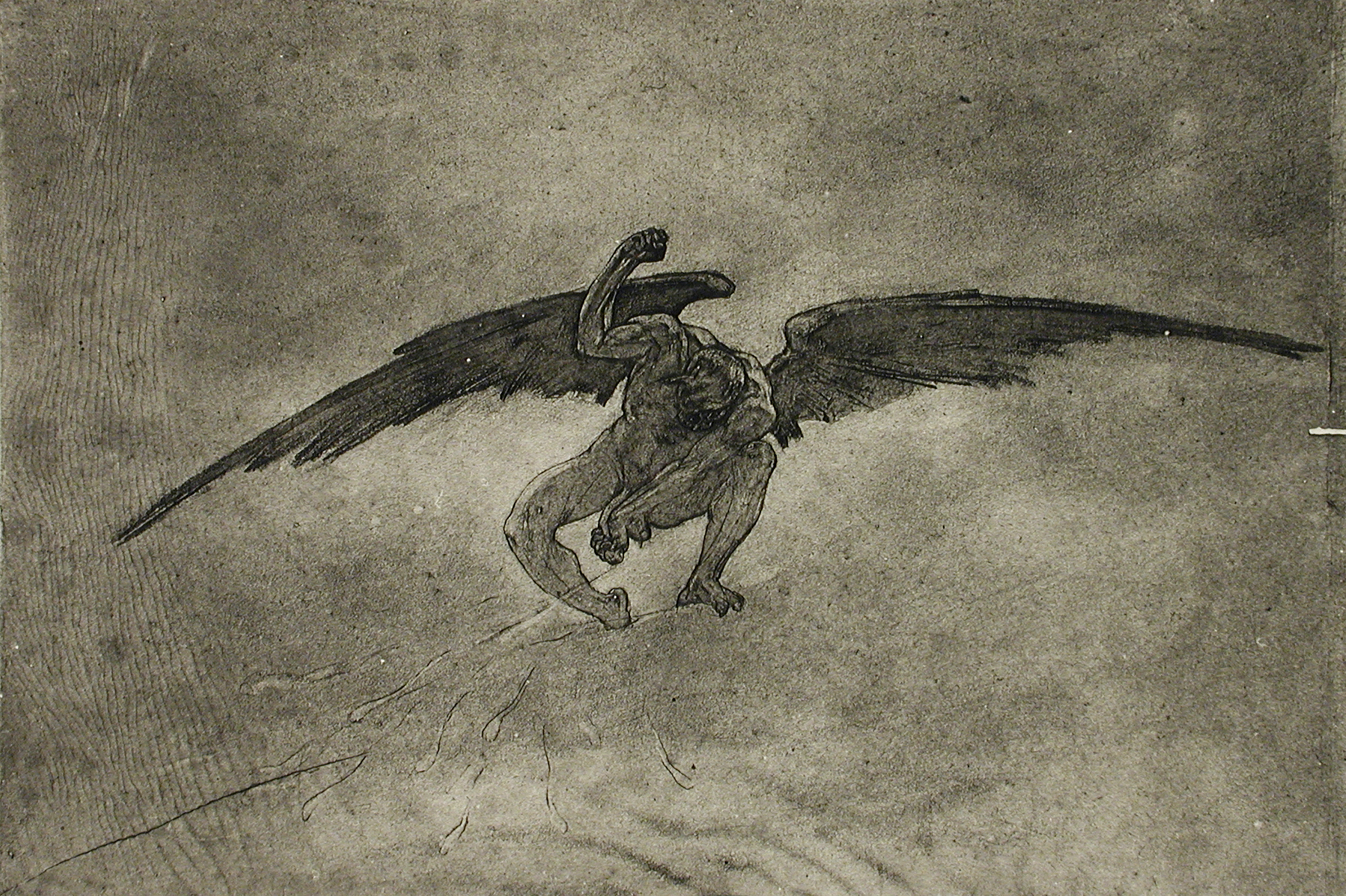
Сатана, создающий монстров. Офорт, мягкий лак
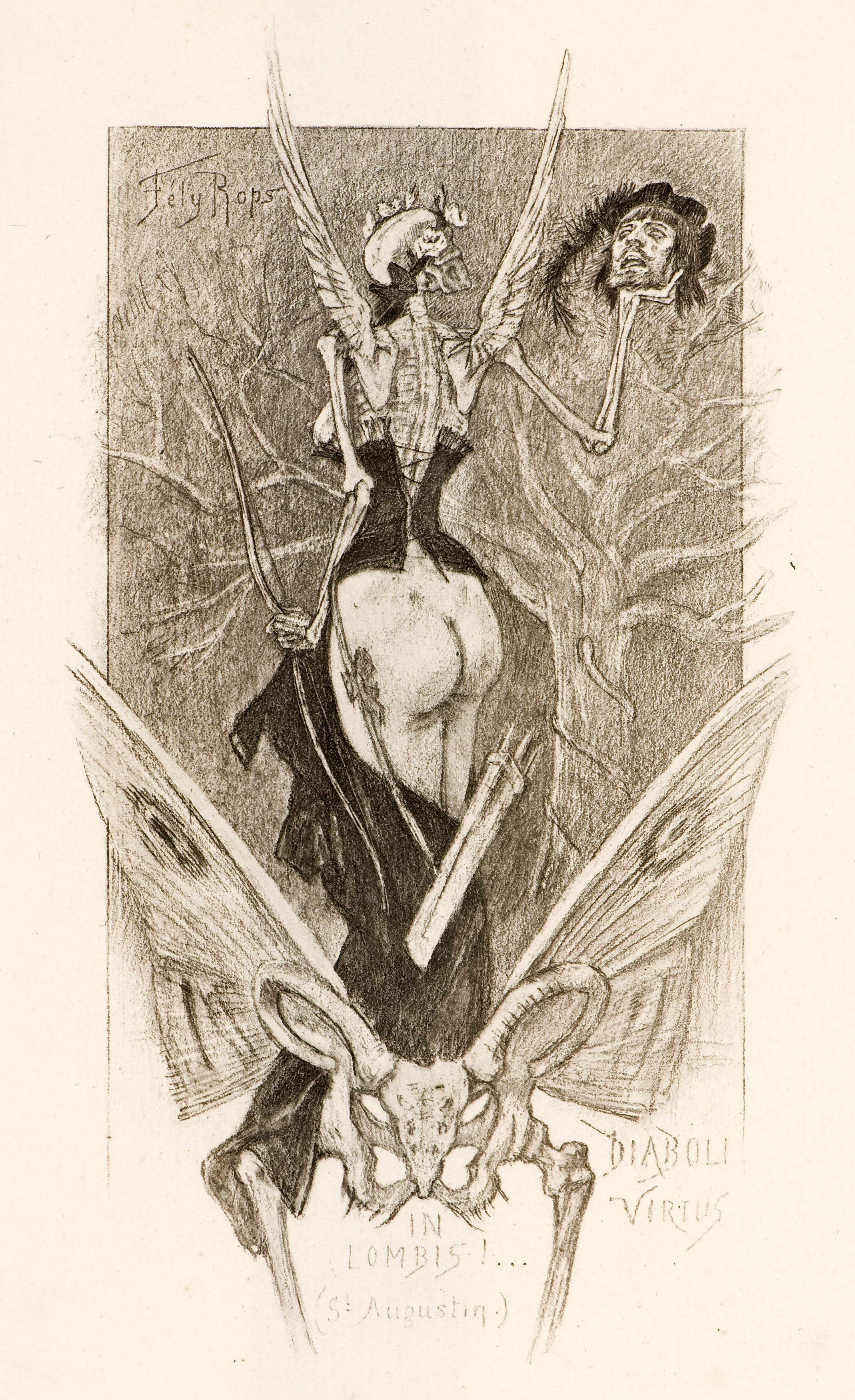
Сентиментальное посвящение. 1887. Офорт, мягкий лак
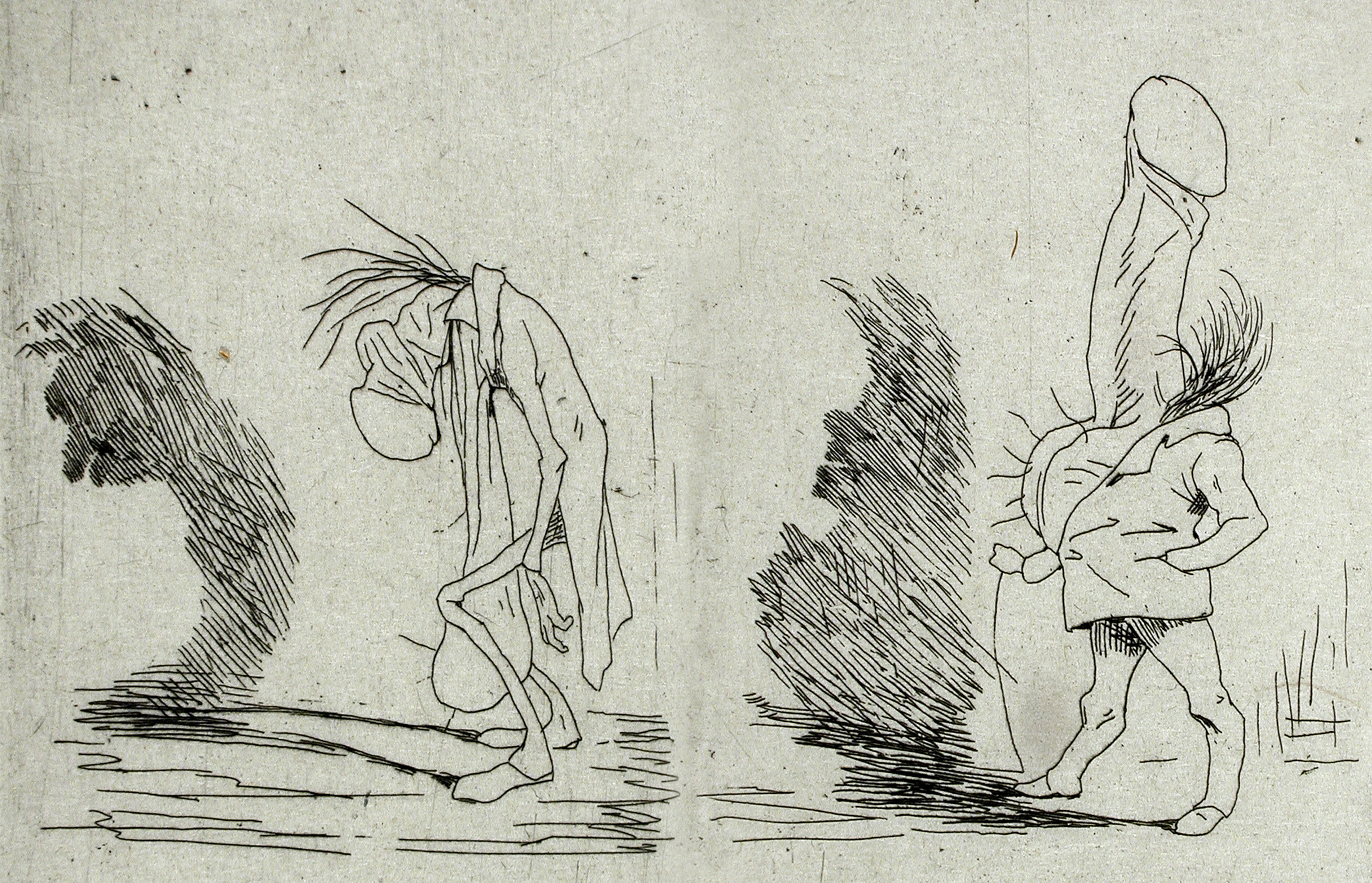
Право на отдых, право на труд. Офорт